# Devil Gate Drive
Devil Gate Drive ist ein Lied der US-amerikanischen Rocksängerin Suzi Quatro, das im Februar 1974 erschien.

## Entstehung und Veröffentlichung
Getextet, komponiert und produziert wurde das Lied gemeinsam von Mike Chapman und Nicky Chinn, auch bekannt als Autorenduo ChinniChap.
Die Erstveröffentlichung von Devil Gate Drive erfolgte als Single am 1. Februar 1974 bei RAK Records. Diese erschien als 7″-Single mit der B-Seite In the Morning (Katalognummer: 167). Am 1. Oktober desselben Jahres erschien das Lied als Teil von Quatros zweiten, nach ihrem Nachnamen benannten, Studioalbum (Katalognummer: 062-95 931). Das Lied wurde unter anderem für die Kompilation What Goes Around aus dem Jahr 1995 neu eingespielt (Katalognummer: CMC 8231592).

## Rezeption
Das Lied wurde in der fünften Staffel der Serie Happy Days – in der Episode Fonzie and Leather Tuscadero, Part II – verwendet. Quatro selbst spielte dabei die Rolle der Leather Tuscadero in der Serie.

## Kommerzieller Erfolg

### Chartplatzierungen
Devil Gate Drive avancierte zum Nummer-eins-Hit in Norwegen und dem Vereinigten Königreich. In den britischen Charts ist es nach Can the Can (April 1973) der zweite, zugleich aber auch letzte Nummer-eins-Hit für Quatro als Solosängerin. 1987 erreichte sie nochmals als Teil von Ferry Aid und dem Titel Let It Be die Chartspitze. Für das Autorenduo ChinniChap ist es ebenfalls nach Tiger Feet (Mud; Januar 1974) der zweite Nummer-eins-Erfolg im Vereinigten Königreich.
| ChartsChartplatzierungen     | Höchstplatzierung | Wochen/ Monate |
| ---------------------------- | ----------------- | -------------- |
| Deutschland (GfK)            | 2 (10 Wo.)        | 10 Wo.         |
| Österreich (Ö3)              | 14 (4 Mt.)        | 4 Mt.          |
| Schweiz (IFPI)               | 2 (10 Wo.)        | 10 Wo.         |
| Vereinigtes Königreich (OCC) | 1 (11 Wo.)        | 11 Wo.         |

| ChartsJahrescharts (1974) | Platzierung |
| ------------------------- | ----------- |
| Deutschland (GfK)         | 24          |

### Auszeichnungen für Musikverkäufe
| Land/Region                  | Auszeichnungen für Musikverkäufe (Land/Region, Auszeichnung, Verkäufe) | Verkäufe |
| ---------------------------- | ---------------------------------------------------------------------- | -------- |
| Vereinigtes Königreich (BPI) | Gold                                                                   | 500.000  |
| Insgesamt                    | 1× Gold ·                                                              | 500.000  |

## Adaptionen und Coverversionen
- 1976: Tommy James (Album: In Touch)[1]
- 2001: Orbital – Bigpipe Style (Album: The Altogether)